# Игор Гиркин
Игор Гиркин (рус. Игорь Всеволодович Гиркин), познатији под псеудонимом Игор Иванович Стрелков (рус. Игорь Иванович Стрелков) (Москва, 17. децембар 1970), је руски националистички милитант познат као командант оружаних снага самопроглашене Доњецке Народне Републике (ДНР), односно једна од кључних личности рата у Донбасу.
Одрастао је породици совјетских официра, али се у доба гласности 1989. године, као младић заинтересовао за антисовјетски Бијели покрет и организовао историјске реконструкције битака из грађанског рата. Након распада Совјетског Савеза је почетком 1992. као припадник руских добровољачких јединица учествовао на страни придњестровских сепаратиста током њиховог рата против Молдавије. Неколико мјесеци касније је отишао у БиХ, гдје се као добровољац прикључио 2. мајевичкој бригади Војске Републике Српске. Гиркин је касније своја ратна искуства из БиХ описао у новинским чланцима и књизи мемоара крајем 1990их. Гиркин се потом вратио у Русију гдје је учествовао у Првом и Другом чеченском рату; касније је сам наводио да у њима био ангажован од стране тајне службе ФСБ за обављање "најделикатнијих операција". Током сљедећих неколико година је радио као новинар, те као начелник осигурања руског инвестицијског фонда "Маршал-Капитал" у власништву Константина Малофејева. Познат је по блискости с бројним групама радикалне деснице у Русији.
Након избијања рата у Донбасу у западним и украјинским медијима су се појавили бројни наводи, односно шпекулације које Гиркина/Стрелкова доводе у везу са убиствима и терористичким акцијама, што укључује бомбашке нападе на стамбене зграде у Русији 1999. године, који су послужили као један од повода за другу руску инвазију Чеченије, као и присилни нестанци неколико становника чеченског села Хатуни 2001/2002. године, а који се у руским либералним и прозападним круговима тумаче као подстицај за чеченску одмазду у облику обарања руских путничких авиона и напад на школу у Беслану неколико година касније.
Гиркин се у сукоб у источној Украјини укључио у априлу 2014. када је дошао у Славјанск, гдје му је локални политичар и самозвани "народни градоначелник" Вјачеслав Пономарјов дао команду над локалним побуњеничким снагама. 12. маја се прогласио командантом свих оружаних снага ДНР. Украјинске власти подигле су 21. маја 2014. оптужницу против њега за тероризам те је један од неколико особа које су се нашле на листи санкција ЕУ због улоге у побуни на истоку Украјине.
14. августа 2014. је Гиркин објавио како подноси оставку на мјесто министра одбране ДНР, с тиме да га је замијенио Владимир Кононов; дан касније је објављено како ће отићи "на једномјесечно одсуство након кога ће преузети нове дужности у Новој Русији". Упркос томе, Гиркин се више није вратио на ратна подручја, него је током сљедећих неколико мјесеци у Русији дао низ изјава којима своје саборце оптужује за неспособност, недисциплину и склоност пљачки, односно да је његова оставка "изнуђена притиском руских власти" које су запријетиле да ће сепаратистима обуставити војну и логистичку помоћ уколико их буде наставио водити. Неколико дана касније га је бивши саборац Александар Бородај оптужио за кукавичлук и план да се, непосредно пред оставку, "у сврху спашавања људства" напусти Доњецк, који је на крају ипак био одбрањен.
Упркос тих контроверзи Гиркин у дијелу руске јавности још увијек ужива статус хероја, а од почетка 2015. су биле све интензивније шпекулације да ће се супротставити руском предсједнику Путину на сљедећем изборима.
У јуну 2019. године, холандска полиција, на захтев комисије која истражује пад Боинга МЕ-17, прогласила је Игора Гиркина траженим на међународној листи тражења.